# 日本のコーヒー文化

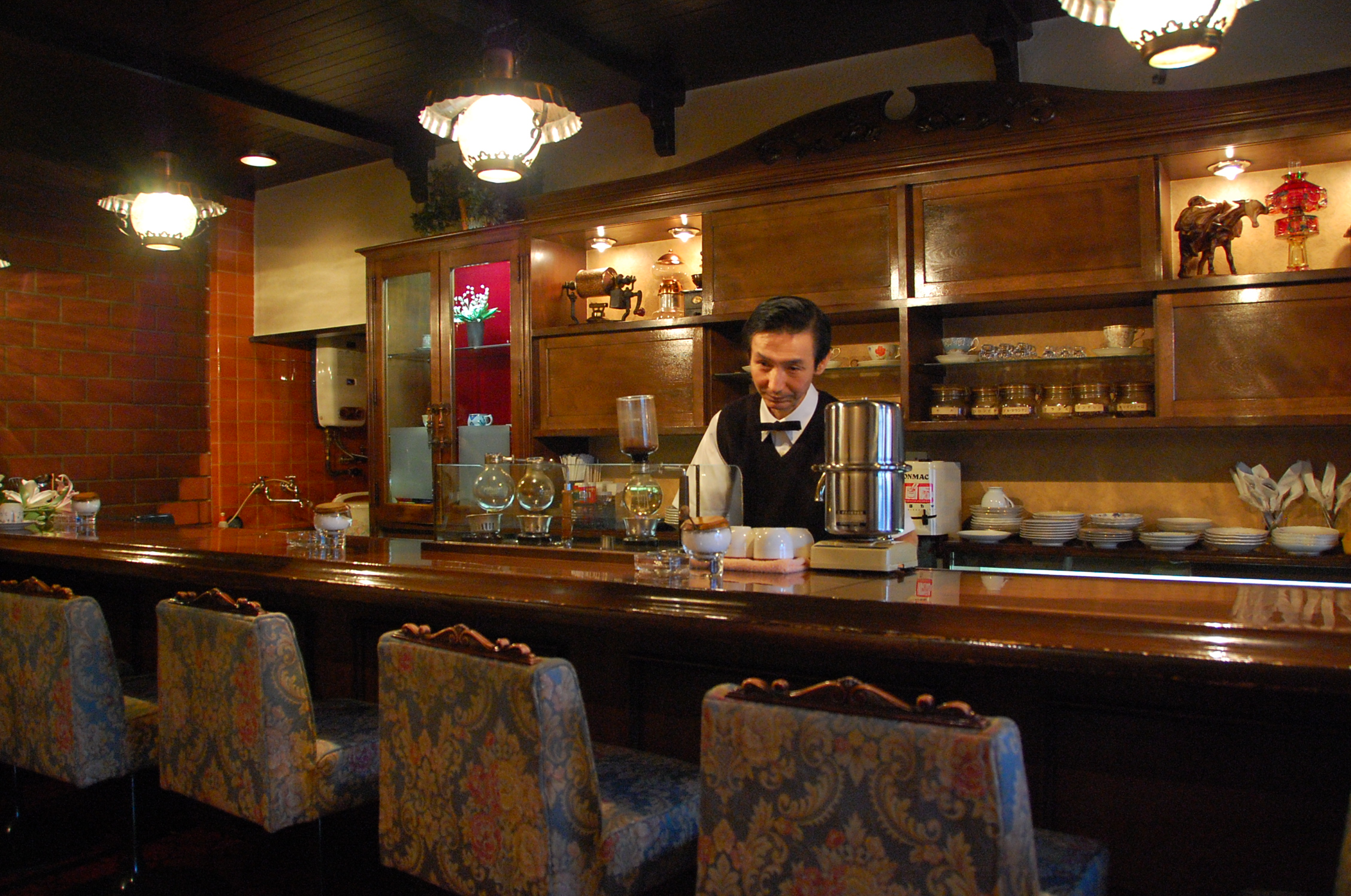
日本の喫茶店

本項では、日本のコーヒー文化（にほんのコーヒーぶんか）について解説する。
コーヒーは、17世紀末から18世紀頃にオランダ人によって日本にもたらされた飲料だが、明治時代の19世紀後半以降になってから一般化し、太平洋戦争後に全国的に普及した。異文化を積極的に受け入れ独自のアレンジを加えるという日本人の特性はコーヒーにおいても発揮されており、缶コーヒーやアイスコーヒーの普及など独特なコーヒー文化が発達している。焙煎や抽出の技術も日本で独自に磨かれ、ゆったりとした空間でタバコや読書をしながらコーヒーが抽出されるのを待ち、くつろぎながらコーヒーを楽しむ喫茶店文化が生まれた。
日本のコーヒー文化は、社会のニーズに応じて変化を続けてきたが、今日では日本の都市文化における喫茶店・カフェはニッチな業界といえる。日本式の喫茶店は、アジアやヨーロッパ、アメリカにも広がりつつあり、人気となっている。

## 特徴

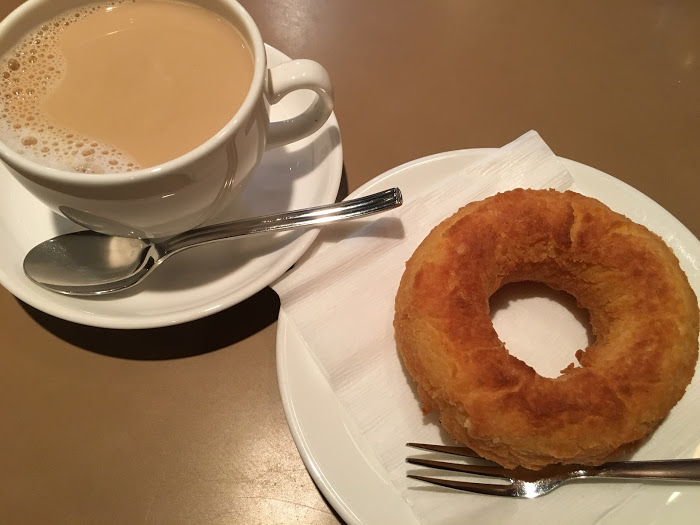
六曜社のドーナツとミルクコーヒー（京都市）

日本のコーヒー文化は、世界の中でも最もユニークなものの一つである。明治維新後、欧米の食文化が日本にもたらされると、コーヒーも西洋化・近代化の一つとして受け入れられるようになった。太平洋戦争後、インスタントコーヒーが市販されるようになると、コーヒーは家庭内でも日常的に飲用されるようになった。一方で、1970年代後半からサイフォンや濾紙を使ってレギュラーコーヒーを淹れる家庭も増えた。欧米の商品や製品は、新興の中流階級を測る指標でもあったのである。現代日本では、スターバックスコーヒーのような欧米のコーヒーフランチャイズも、ディズニーランドのフランチャイズと同じように国民的に愛好されている。また、日本ではコーヒーを提供する際、コーヒーカップの取っ手は左に、コーヒースプーンの持ち手は右に置かれる。
文化的な面でいえば、コーヒーは伝統的な日本の喫茶文化（喫茶文化）とは大きく異なる。中国からもたらされた茶は、13世紀には為政者たちの社交のための飲み物として広まり、明治時代には茶道は若い女性のたしなみとされた。茶道のような形式的な場ではなくとも、茶は日常的に親しまれており、18世紀には江戸だけでも約2万軒の堅苦しくない社交の場としての茶屋があったとされる。これに対してコーヒーは、日本人にとって喫茶店という一人きりになれる空間で楽しむ飲みものとして広まった。時間も空間も不足している日本の都市においては、これは大きな魅力の一つである。実際1960年代から1970年代にかけて、コーヒーは、社会に出て一人で働くビジネスマンからの人気を獲得した。日本では、他人に邪魔されずに一人で仕事をしたり読書のできる隠れ家的なお気に入りの喫茶店をもつ者も少なくない。
とはいえ、コーヒーに社交的な要素がないわけでもなく、喫茶店には、顔見知りや同じ趣味の人とのコミュニケーションや井戸端会議に花を咲かせる場としての要素もある。学生はコーヒーが安く長居のできる店に集まり、昔ながらの喫茶店の中には高齢者が集まり彼らのコミュニティとなっている店もある。1960年代から1970年代頃には進歩的な若者の集会の場ともなり、ウーマン・リブや学生運動の活動家が集まる喫茶店もあった。

## 歴史

### 伝来

#### 最初期の接触

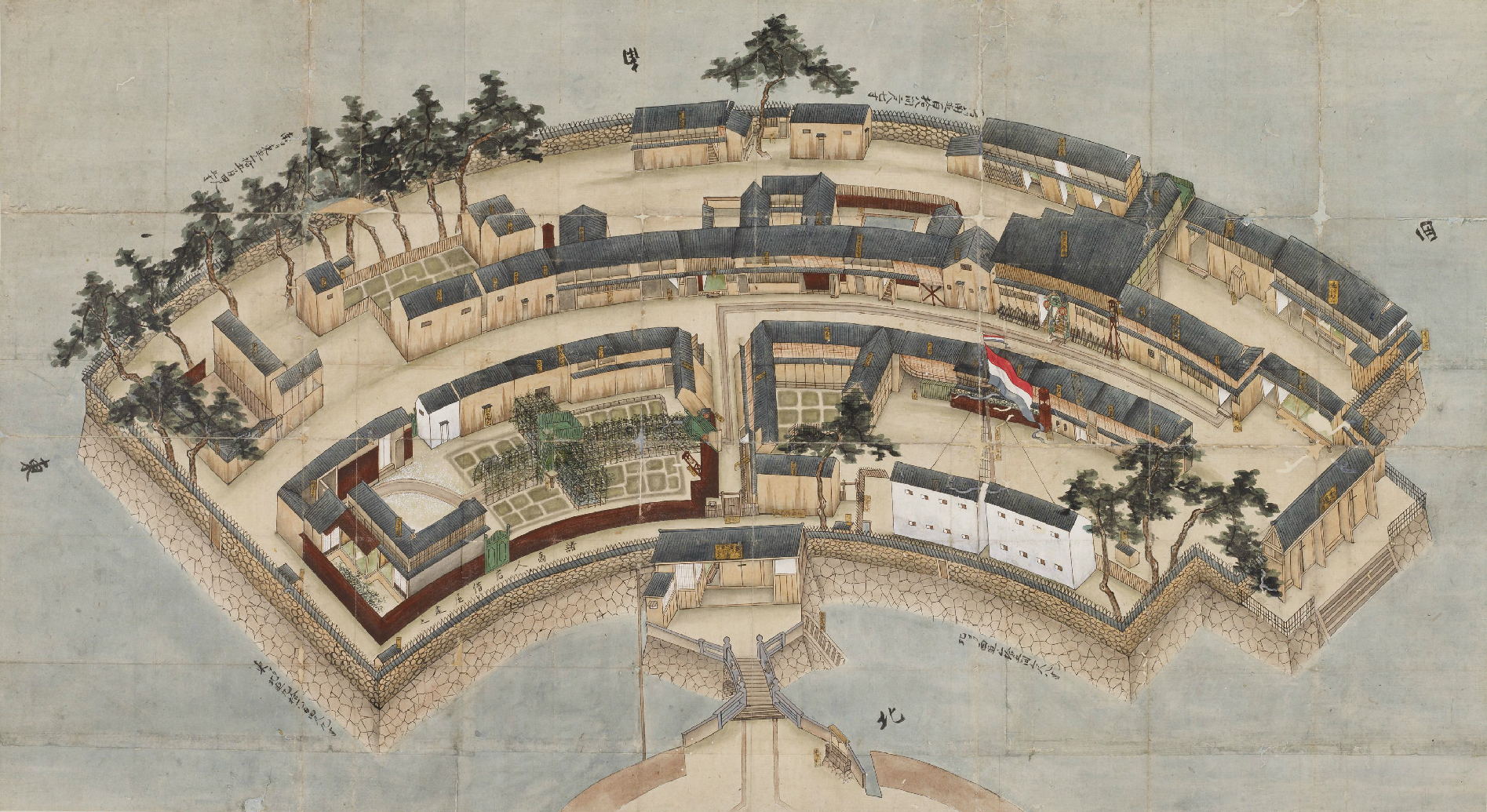
コーヒーが伝来した長崎の出島

日本にコーヒーがもたらされたのは、17世紀末から18世紀頃と考えられている。鎖国政策下で唯一交易が許されていた長崎の出島にオランダ商人によって持ち込まれたとされ、1706年（宝永3年）のオランダ商館長の日記に、日本人に淹れさせたコーヒーを夕食時に飲んだとある。1724年（享保9年）に時の将軍徳川吉宗の命によって行われたオランダ商館長との対談の記録『和蘭問答』には、「煎茶、挽茶、共に無御座候、唐茶にて調へ給申候」とあり、この「唐茶」はコーヒーのことと考えられている。
日本人で初めてコーヒーを飲用した者についての確かな記録はないが、出島に出入りしていた通詞（通訳）か蘭学者、または遊女であろうと推測される。1775年（安永4年）に出島で医師として勤務に就いたカール・ツンベルクは、「2、3の通訳のみが、ようやくコーヒーの味を知っているぐらいのものである」と記録している。また、ツンベルクの通訳は、日本人にオランダ人の習慣を説明するため「コヒイは、オランダ人によって習慣的に飲まれている。その形状はえんどう豆や大豆のようだが、それは木になる。すりつぶし、お湯の中に入れてしばらく待ち、砂糖を加えて飲む。コヒイは我々にとって茶のようなものである」と書き残している。
蘭学者は、医学や植物学に関する書物の翻訳を通じてコーヒーを知り、日本人医師にその効能と処方を広めた。日本で初めてコーヒーが記述された書籍は、志筑忠雄が蘭書から訳したとされる1782年（天明2年）刊行の『万国管闚』である。この頃、コーヒーは、食欲や活力の増進、消化促進や下痢止めなどに効果があるとされており、京都の蘭方医の広川獬によって1800年（寛政12年）に刊行された『長崎見聞録』には、「かうひいは蠻人煎する豆にて」「日本の茶を飲む如く常に服するなり」、「かふひぃは脾を運化し、溜飲を消し、気を降ろす。よく小便を通じ胸脾を快くす。平胃酸、茯令飲等に加入して、はなはだ効あり」とある。
出島に出入りできた遊女たちも、この時代にコーヒーを飲んでいた数少ない日本人である。遊女たちは、客に代金を踏み倒されたり物を盗られたりしないように朝まで寝ずに過ごしたため、飲むと眠くならないコーヒーは有用であった。1797年（寛政9年）、遊女がオランダ人からの贈り物を出島から持ち出した物品記録に、石鹸やチョコレートなどとともに「コヲヒ豆」と記録されている。
これらのほか、長崎の貿易商たちもこの時期にコーヒーを飲用していたようで、同年6月19日には、井出要右衛門によって太宰府天満宮にコーヒーが奉納されている。また、難破して外国船に救助された船乗りたちがコーヒーを与えられたという話もあり、1807年（文化4年）の『環海異聞』には仙台の津太夫がペテルブルグでコーヒーを知ったと記されており、1841年（天保12年）にはスペイン船に救助された船乗りが「親切な人々が来て、『コオヒイ』と呼ばれる砂糖の入った茶のような飲み物を我々に提供してくれた」と報告している。

#### 緩慢な浸透

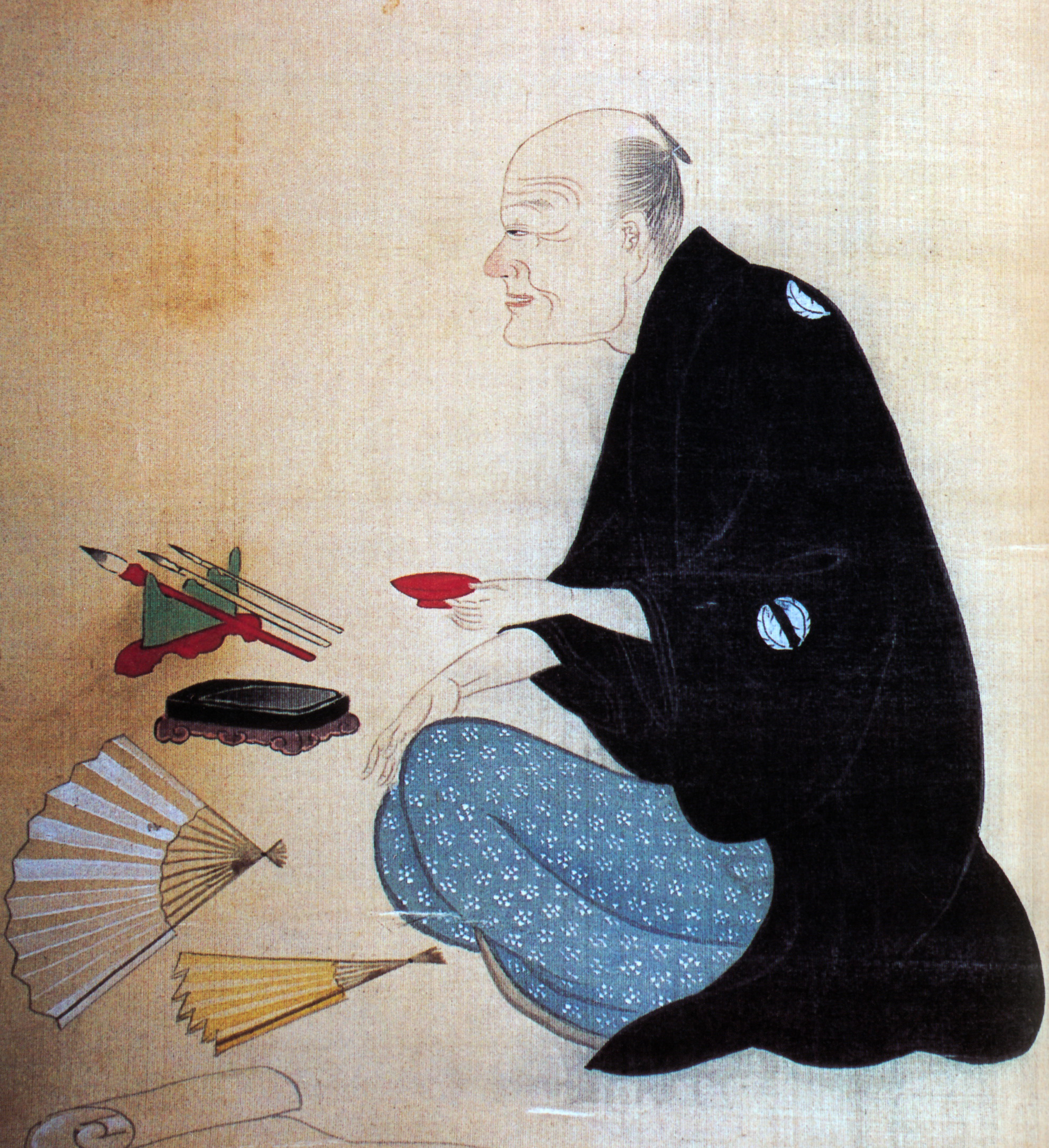
大田蜀山人

コーヒーを飲用した感想を記した最初の日本人は、狂歌師で戯作者の大田蜀山人である。幕府の御家人でもあった蜀山人は、役人として長崎奉行所に赴任していた1804年（文化元年）に、「紅毛船にて『カウヒイ』といふものを勧む、豆を黒く煎りて粉にし、白糖を和したるものなり、焦げくさくして味ふるに堪ず」と『瓊浦又綴』に記している。
1823年（文政6年）、フィリップ・フランツ・フォン・シーボルトが出島に医師として着任し、コーヒーを健康と長寿の薬だとして普及を図った。シーボルト自身もコーヒーを好んだとされるが、シーボルトは、「日本人は温かい飲料を用い、交際好きな人種であるのに、世界のコーヒー商人であるオランダ人と交易しながら、一向にコーヒーを取り入れようとしないのは不思議だ」としながらも、日本にコーヒーを定着させ輸入するようにさせるには2つの障害があるとして、日本人が生来牛乳を好まないことと、焙煎の経験・技術がないことを挙げている。
シーボルトが懸念した通り、江戸時代においてコーヒーは普及せず、オランダ商人と接触があった者などごく限られた者が嗜んでいたほかは、医薬品として一部で利用されていただけであった。また、それまで味わったことのないコーヒーの風味は、蜀山人と同様に当時の多くの日本人には受け入れられなかったらしく、同じくオランダからもたらされたカステラとは対照的に、コーヒーはほとんど広まらなかった。ただし、名奉行「遠山の金さん」として知られる遠山景元はコーヒーを好んだという話が伝えられている。幕末には江戸幕府も普及を図っていたようで、1855年（安政2年）に幕府から津軽藩などに対する贈答品としてコーヒーが送られた。1857年（安政4年）頃には、蝦夷地に勤務する兵に対して支給されている。受け取った津軽藩では、コーヒー豆を鉄鍋で焙煎し擂り鉢で潰して麻袋に入れ、土瓶で沸かした湯に浸して抽出して飲用したという。
なお、「かうひい」「かうへい」「可否」「加菲」などの字があてられていたオランダ語の「koffie」に「珈琲」を用いたのは、江戸時代の蘭学者の宇田川榕菴である。コーヒーの中国語表記である「咖啡」も参考にしたと思われるが、コーヒーの実が生る様を簪の形に見立てて簪の花を意味する「珈」と簪の玉をつなぐ紐を意味する「琲」をあてたとされている。

### 開国と普及

#### 初期の普及
1854年（嘉永7年）に鎖国が解かれると、コーヒーは、1856年（安政3年）にオランダが商品として持ち込み、1858年（安政5年）からは正式に輸入されるようになった。当初は、主に外国人居留地の需要に応えるためのものであった。コーヒーの人気を目の当たりにした幕府は、1866年（慶応2年）、コーヒーに輸入関税を設定した。
明治維新後になると、コーヒーは日本人にも広まるようになっていく。1860年代に日本国外でコーヒーを体験したエリート層が文明開化の一つとして持ち帰ると、1870年代には神戸や日本橋にコーヒーを飲ませる茶屋などが出現した。鹿鳴館時代（1883年（明治16年）から1887年（明治20年）頃）になると、上流階級を中心にハイカラな飲み物として受け入れられていった。この頃の日本にはまだコーヒーの抽出器具がなかったため、トルココーヒーのようにコーヒー豆を細かく挽いて手鍋で煮出した上澄みを飲用していた。
日本で最初のコーヒー店は、1876年（明治9年）に東京浅草の観音堂境内に下岡蓮杖が開いた「コーヒー茶屋」、1878年（明治11年）に神戸元町に開店した「放香堂」、あるいは1886年（明治19年）に東京日本橋の小網町に開店した「洗愁亭」などとされるが、鄭永慶（西村鶴吉）が1888年（明治21年）に東京上野の黒門町に開店した「可否茶館」が、コーヒーを主体とした本格的な喫茶店の元祖であるとされる。鄭は、ニューヨークやロンドンで利用したコーヒーハウスをモデルとし、鹿鳴館が上流階級の社交場であるのに対して、「可否茶館」は庶民の社交場を目指した。建物は青ペンキ塗り2階建ての洋館で、1階にはトランプやビリヤード、囲碁・将棋ができるスペースや、図書室などがあり、2階が喫茶室であった。室内には絨毯が敷かれて立派なライティングデスクや皮張りの肘掛け椅子が設えられ、敷地内にはクリケット場もあった。「可否茶館」では、コーヒー1杯が1銭5厘で牛乳入りが2銭であった。華やかな雰囲気で文化人の社交場として利用されたが事業としては成り立たず、「可否茶館」は4年で閉店となった。鄭は破産して無一文となり、密航してアメリカで再起を期したが、3年後の1895年（明治28年）、不遇のままシアトルで37年の人生を閉じた。
1890年（明治23年）には、東京浅草六区のパノラマ館に「ダイヤモンド珈琲店」が開店したが、これも長くは続かなかった。それでもその後コーヒーは、「麻布風月堂」や「木村屋總本店」、「不二家」などの菓子店や、中国茶中心の台湾喫茶店、ミルクホールや百貨店の食堂などで提供されるようになり、明治後期には次第に日本人の間に浸透していくようになった。

#### カフェーの興隆

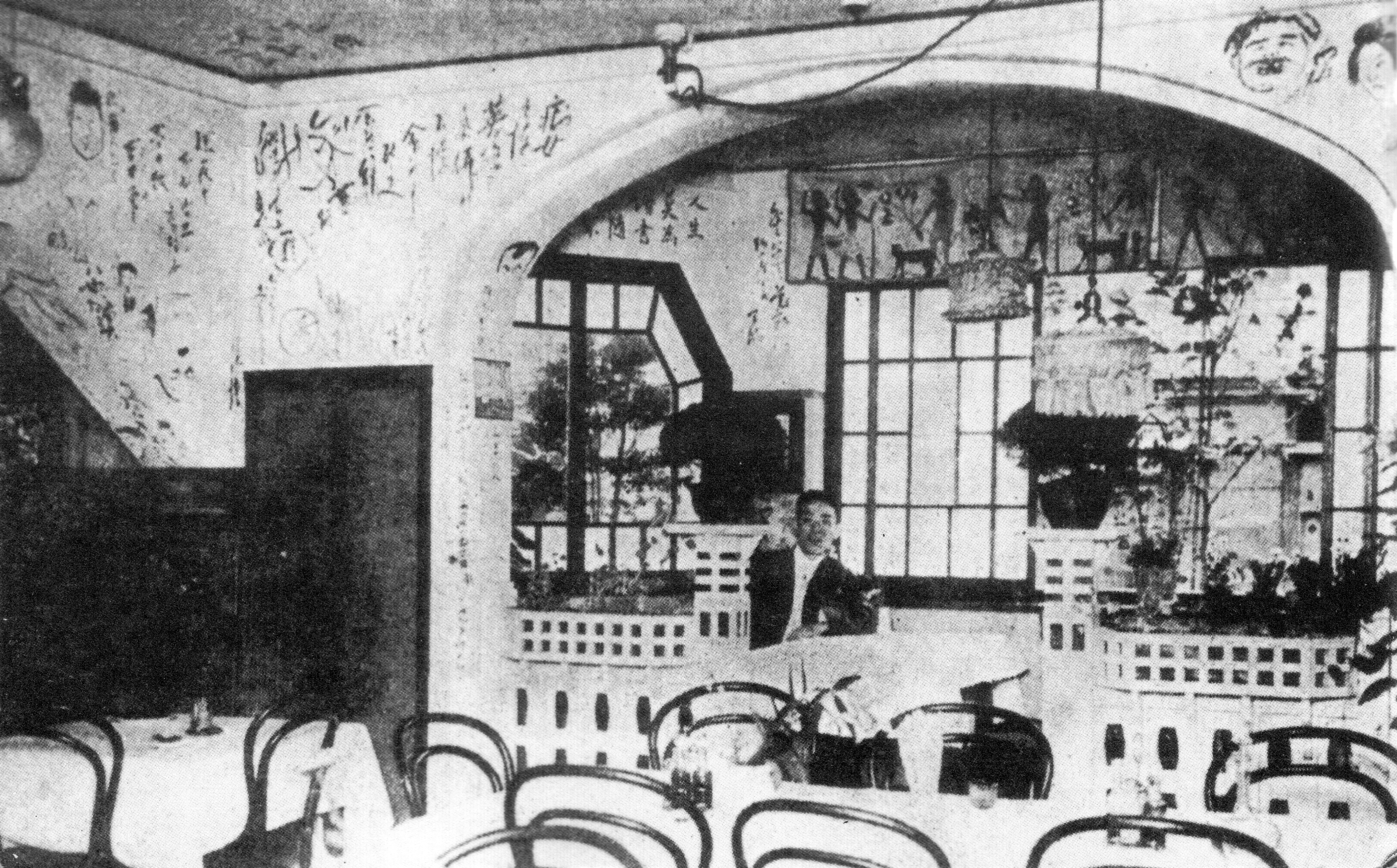
カフェー・プランタン

明治から大正にかけて、コーヒーは一般の日本人も飲むようになり、カフェーが次々と開店した。これらの店は、料理やアルコールも提供する店と、コーヒーを中心とするソフトドリンクを提供する店の二つに大別される。
前者の代表的な店としては、「カフェー・プランタン」や「カフェー・ライオン」などがある。「カフェー・プランタン」は1911年（明治44年）3月に洋画家の松山省三によって東京銀座に開業した。「プランタン」では、コーヒーのほか、洋食や軽食も提供した。同年8月には、同じく東京銀座に「カフェー・ライオン」が開業し、料理中心のメニューとコーヒーを提供した。後の「銀座ライオン」や「ビヤホールライオン」のルーツである。これらに先立つ1910年（明治43年）には東京日本橋に「メイゾン鴻の巣」が開業している。酒場として開業した後にフランス料理店となった店だが、詩人の木下杢太郎が「まづまづ東京最初のCafeと云っても可い」と評するほど食後のコーヒーに力を入れた店であった。

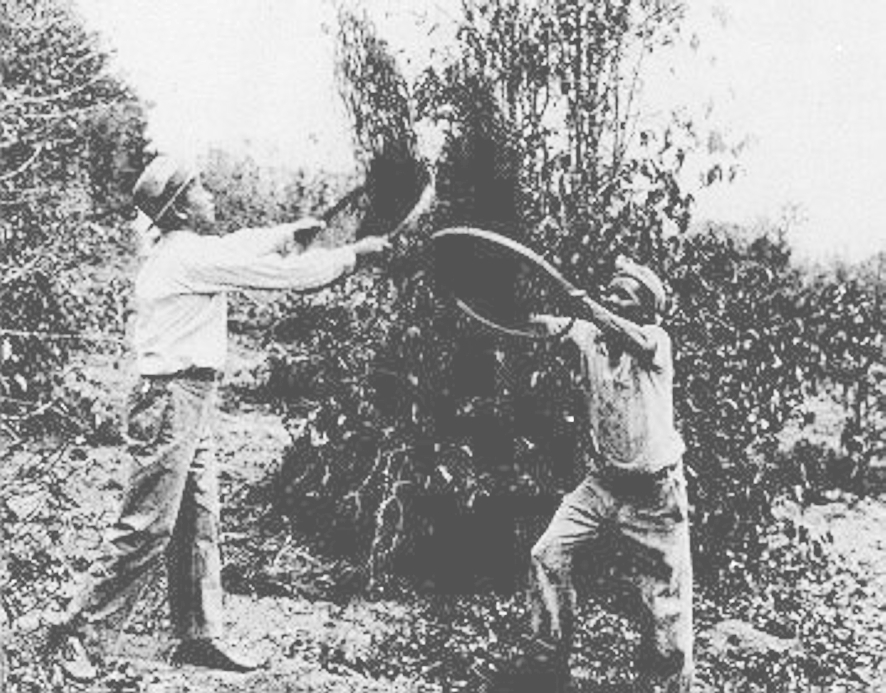
ブラジルのコーヒー・プランテーションで働く日本人労働者

後者の代表的な店は、「カフェーパウリスタ」である。ブラジルに日本人移民を送り込んで現地のコーヒー生産に貢献し「ブラジル移民の父」と呼ばれた水野龍は、見返りにサンパウロ州政府からブラジルコーヒー宣伝のためとしてコーヒー豆を無償で提供された。これを受けて水野は、1911年（明治44年）6月にいったん大阪箕面にコーヒー店を開いたがすぐに閉め、同年12月にあらためて東京京橋の南鍋町に「カフェーパウリスタ」を開店した。水野は、宣伝を託されたことを意気に感じ、また、移民たちへの支援にもなると考え、1杯5銭で提供した。それまで追加料金が必要だった砂糖を無料で提供し、コーヒー一杯だけの客も歓迎した「パウリスタ」は、学生や庶民に人気となり、本格的なブラジルコーヒーを日本人に普及させた。「パウリスタ」は北海道から九州まで展開する日本初の全国チェーンのコーヒー店となり、さらに上海にも支店を開店した。「パウリスタ」からはキーコーヒーや松屋珈琲の創業者など数多くの人材が輩出されたこともあって、「日本のコーヒー史における一つの原点」と評価されている。
また、この頃にコーヒーは直接飲用する以外の用途でも利用されるようになり、コーヒー入りの落雁や角砂糖が考案されている。中心部にコーヒー豆の粉末が入れられた角砂糖は、直接食べたり、湯や牛乳で溶かしたりして飲用された。

#### 多様化と純喫茶

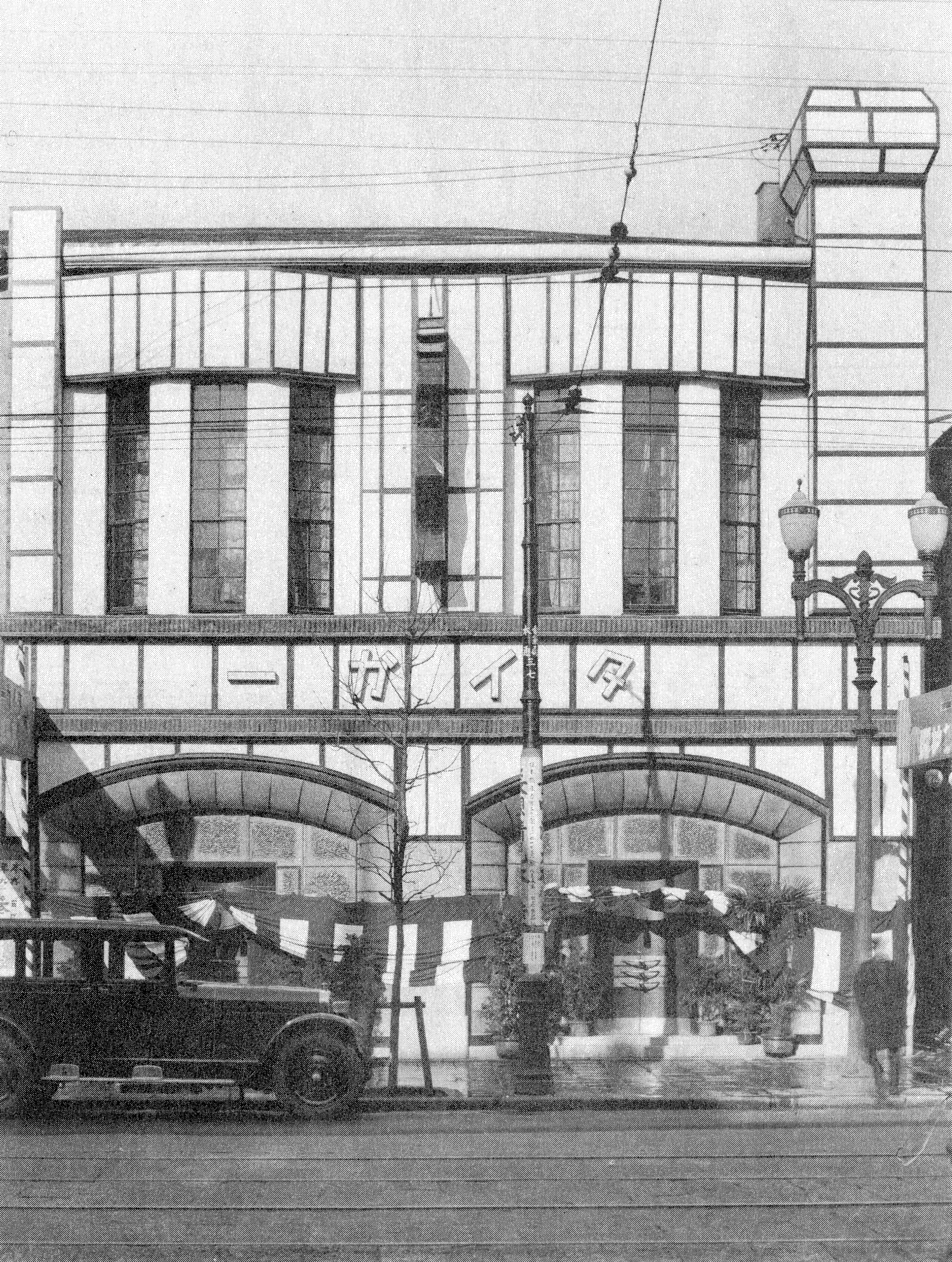
カフェー・タイガー

明治末期から1937年（昭和12年）・1938年（昭和13年）頃にかけてが、太平洋戦争前の日本におけるコーヒーの全盛期であった。
「プランタン」や「ライオン」では、女給を置いて給仕させたのが特徴であった。すると男性客の間で女給の容姿が話題に上るようになり、女給目当てに店に通い詰める男性客が現れた。当時、女給たちは店から給与が支払われておらず客からのチップが唯一の収入源だったと言われており、女給たちはそのような客も無下には扱えなかった。特に酒食を提供していた店では、女給が酌や接客を行うことも普通になった。男性客の間では、「チップは一円が普通だが、五十銭でも勘弁してもらえる。二円は歓迎され、三円渡せば女給に顔を覚えられる」と言われたという。こうした傾向は、1923年（大正12年）の関東大震災後に拍車がかかる。復興とともにカフェーが激増し、「サービス」もエスカレートしていった。「カフェー・ライオン」の近くには「カフェー・タイガー」という店が立ち、素行が悪いとして「ライオン」をクビになった元女給を雇って「ライオン」以上のサービスを行ったという。大阪からさらに過激なサービスを売りにするカフェーが東京に進出し、さらには性的サービスそのものを行う風俗店と変わらないカフェーも現れた。このようなカフェーの増加は、風紀を乱すものとして社会問題化し、1929年（昭和4年）に「カフェー・バー等取締要項」によって規制対象となった。
一方、「パウリスタ」では女給ではなく男の給仕を雇い、チップも不要としていた。こうしたコーヒーや軽食を提供するコーヒー店では、酒や女給の接待を主とするカフェーと区別するために、「喫茶店」や「純喫茶」と名乗るようになった。1920年代には、レコードで音楽をかける名曲喫茶やジャズ喫茶も生まれている。1930年代には喫茶店ブームとなり、コーヒーの淹れ方や開業指南を載せた本や雑誌が多く出回り、『喫茶街』『茶と珈琲』といった専門誌も発刊された。1933年（昭和8年）には、上島忠雄が神戸で上島忠雄商店（後のUCC上島珈琲）を立ち上げている。最盛期の1937年（昭和12年）には、東京には2600件以上の喫茶店があったとされる。
このような状況の中で、大正から昭和にかけてコーヒーの消費量は増大した。1877年（明治10年）に約18トンだった輸入量は、1913年（大正2年）に100トンを超え、その後急速に増加して1926年（大正15年/昭和元年）には1000トンを超えた。1929年（昭和4年）にサンパウロ州政府と輸入契約を結んだ星隆造が翌年から喫茶「ブラジレイロ」を全国展開、1932年（昭和7年）には三井物産と組んだブラジル政府直営のブラジルコーヒー宣伝販売本部がコーヒー豆の販売と喫茶店を開業するなど、当初はブラジル産を中心に輸入されたが、1930年代半ば以降はコロンビアやコスタリカからも輸入されるようになった。1937年（昭和12年）にはブルーマウンテンの輸入も始まっている。このほか、この時期に台湾でコーヒー栽培が始まって「国産コーヒー」と呼ばれて話題を呼んだ。

### 戦時下の途絶
1935年（昭和10年）頃には一般家庭でも飲まれるようになるほど普及したコーヒーであったが、1938年（昭和13年）に国家総動員法が発令されると、国家主義の台頭とともにコーヒー文化は後退していった。太平洋戦争がはじまるとコーヒーは完全に品薄状態となった。1937年（昭和12年）に8500トンを超えていたコーヒー豆の輸入は、1942年（昭和17年）に規制の対象となり、1944年（昭和19年）には完全に停止した。日本国内では大豆やユリの根、ドングリなどを煎って作った代用コーヒーが出回った。明治以来の日本のコーヒー文化は、ここでいったん途絶えることになった。

### 再興と黄金期

#### 輸入再開と喫茶店ブーム
1945年（昭和20年）に太平洋戦争が終戦を迎えても、コーヒーが流通するようになるまでには時間がかかり、戦争中に隠匿されていたコーヒー豆やアメリカ軍から払い下げられた缶入りのコーヒー粉がわずかに出回っただけであった。1950年（昭和25年）になって、ようやくコーヒーの輸入が再開された。輸入再開とともに、喫茶店やカフェーが急速に復興されていく。上島珈琲（現・UCC上島珈琲）や木村産業（現・キーコーヒー）などがコーヒー事業に参入し、輸入量は年々増加していった。1960年（昭和35年）になると生豆の輸入が全面自由化され、翌1961年（昭和36年）にはインスタントコーヒーの輸入も自由化された。当時、生産国は質の高いコーヒー豆はアメリカなどに優先して輸出したため、日本には主に質の劣る豆が回されたが、それでも安価なコーヒーを手軽に買えるようになったことと、インスタントコーヒーや缶コーヒーが普及したことで、コーヒーは一般に広がった。
この時期の喫茶店には、音楽を楽しむ名曲喫茶やジャズ喫茶、合唱を目的とした歌声喫茶など、コーヒーだけでなく文化的な娯楽を提供するさまざまなスタイルの喫茶店が流行した。また、GHQの公娼廃止指令が出されると遊郭の多くがカフェーや料理屋に看板を変えたため、カフェーも増えたが、これらは1957年（昭和32年）の売春防止法の施行によって姿を消した。
1960年代半ばになると、喫茶店が全国に広がっていくとともに、高度経済成長によって客数も増加した。1970年（昭和45年）にいざなぎ景気が終わって景気後退期に入ると、サラリーマンを辞めて喫茶店を開業する人が多数生まれた。喫茶店は、比較的初期費用が少なくて済み、1967年（昭和42年）に設立された環境衛生金融公庫から融資が受けられたことに加えて、「コーヒーと軽食を作って出すだけ」なら何とかなると考える者が多かったためである。実際、喫茶店の開業を指南するコンサルタントの助言に従い、コーヒー会社から焙煎したコーヒー豆や砂糖、ミルク、消耗品などの一式を購入すれば、開業まではそう難しいことではなかった。「喫茶店でもしようか」「喫茶店くらいしかできない」と考えて開業した喫茶店を指す「でもしか喫茶」という言葉も生まれている。1960年（昭和35年）に約1万5000軒、1970年（昭和45年）に約5万軒だった日本の喫茶店は、1981年（昭和56年）には15万軒を超え、そのうち約13万軒が個人経営の店であった。一方、1970年代には家庭にレコードプレーヤーが普及したことで、名曲喫茶やジャズ喫茶は下火になった。
喫茶店が急増すると、競争が激しくなり、他店との差別化を図る店が出てきた。コーヒーの味で勝負しようとした店では、抽出技術を磨き、自家焙煎に挑戦し、コーヒー豆の産地にこだわっていった。こうした店は「コーヒー専門店」を名乗り、複数の産地のコーヒー豆を用意し、注文に応じて一杯ずつサイフォンやドリップで抽出して提供した。喫茶店は、コーヒー専門店と普通の喫茶店とに二極化していった。

#### セルフサービスとカフェ
1980年代に入ると、飽和状態となっていた日本の喫茶店は冬の時代を迎える。1980年代後半にバブル経済に突入すると、地価高騰によるテナント料の高騰、円安による原価の上昇が直撃した。コーヒー1杯で1人が長時間テーブルを占有するという時間当たり客単価の低い喫茶店という業態は「儲からない商売」となり、この時期に店を閉め、あるいは他業種に転換した喫茶店も多い。

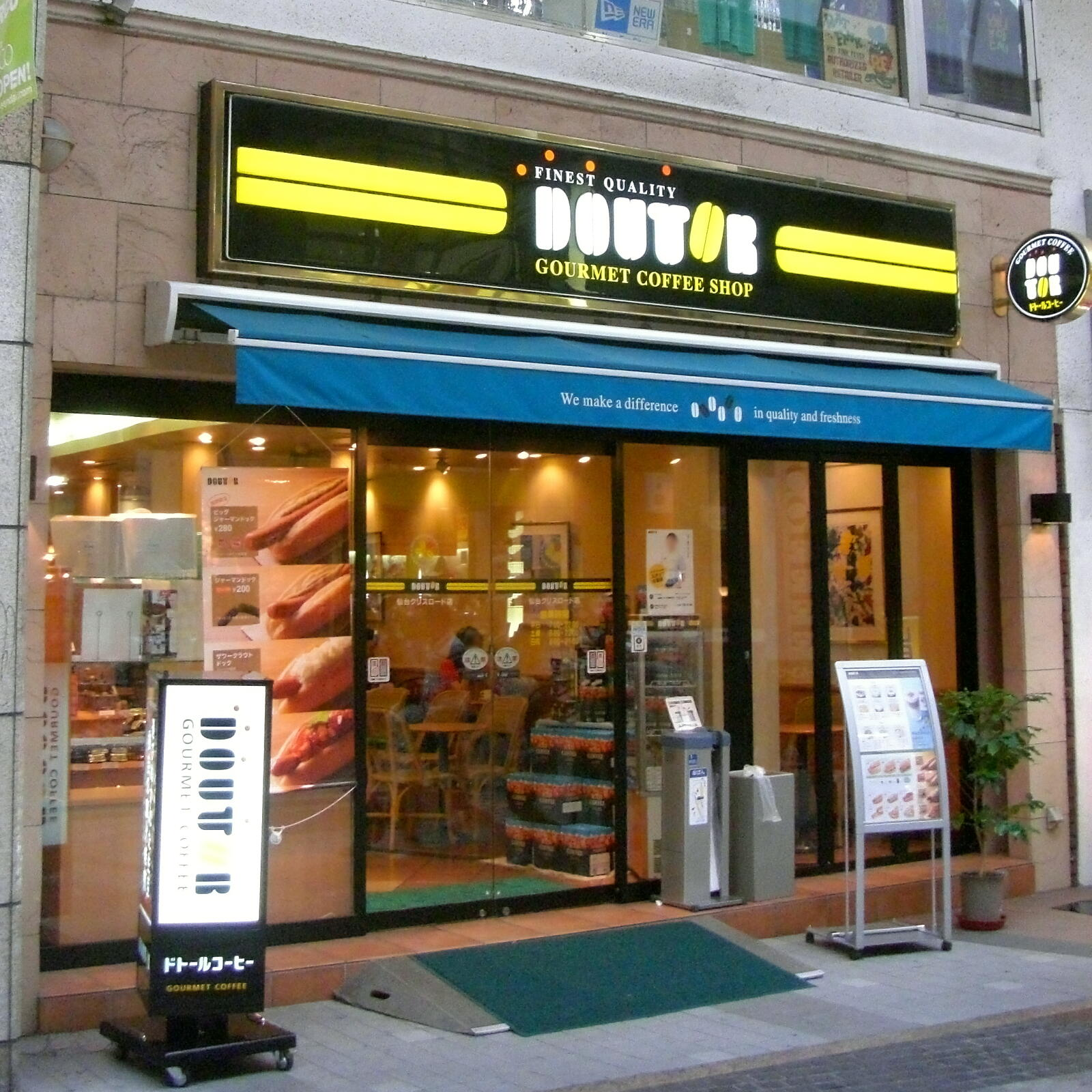
ドトールコーヒーショップ

そんな中、1962年（昭和37年）創業でコーヒー豆の焙煎卸業を営んでいたドトールコーヒーが、1980年（昭和55年）にセルフサービスのドトールコーヒーショップを開店した。ドトールコーヒーショップは、安価なコーヒーと誰でも気軽に入れる雰囲気が支持され、のちにフランチャイズを含めて1000店を超えるコーヒーチェーンに成長する。セルフサービスの導入は人件費の削減と回転率アップを実現し、小さな店舗でも経営的に成り立つ新たなコーヒー店のスタイルを示した。ドトールコーヒーショップの成功を受けて、他の焙煎卸売企業も直営店を増やす形で参入した。日本のコーヒー店は以前からの喫茶店とセルフサービスのコーヒー店に二分されることになった。既存の個人経営の喫茶店は、フランチャイズに加わるか、対抗できる特色を探すか、あるいは店を閉めるかに頭を悩ませることになる。
鏡張りの床の上を下着をつけないミニスカートのウェイトレスが行き来するノーパン喫茶が話題になったのも1980年代である。1980年代半ばには、「もうオフィスではできないことがここではできる」の謳い文句で、煽情的に改変されたOLの制服を着たウェイトレスを見たり触ったりできるセクハラ喫茶が現れた。
1991年（平成3年）にバブル経済は崩壊。1990年代後半になると、リストラにあったサラリーマンや就職氷河期世代の若者などが、バブル期に直接訪れたりインターネットなどで見聞きした日本国外のカフェを参考に、オープンテラスや洒落たメニューを取り入れるなどした喫茶店を開業するようになった。こうした新しいスタイルの喫茶店は「カフェ」と呼ばれ、昭和な雰囲気の従来の喫茶店を敬遠していた若者や女性に受け入れられた。
1990年代は、アメリカの影響を強く受けた時期でもあった。1992年（平成4年）に成田空港に出店したものの1年足らずで撤退していたスターバックスが、1996年（平成8年）に再上陸。女性をターゲットにしたメディア戦略によって、日本中に「スタバ旋風」が巻き起こった。日本への出店は、スターバックス社にとって、アメリカ国外における第1号店となった。わざわざ東京を訪れて視察したスターバックス社のハワード・シュルツは、気温が35度を超える中でスターバックスのコーヒーを求めて大勢の日本人が列を作っている様子を目にして、涙を流したという。スターバックスの成功を受けて1997年（平成9年）にはタリーズコーヒーが続き、「シアトル系」と呼ばれるエスプレッソを中心としたスペシャルティコーヒーが日本に定着した。

### 21世紀
21世紀に入ると、ますますアメリカをはじめとした世界の影響を受けるようになり、インターネットなどを通じて世界の流行がリアルタイムで伝えられるようになった。スペシャルティコーヒーやサードウェーブコーヒーは、苦みの強い自家焙煎店のコーヒーになじめなかった層から一定の支持を獲得している。

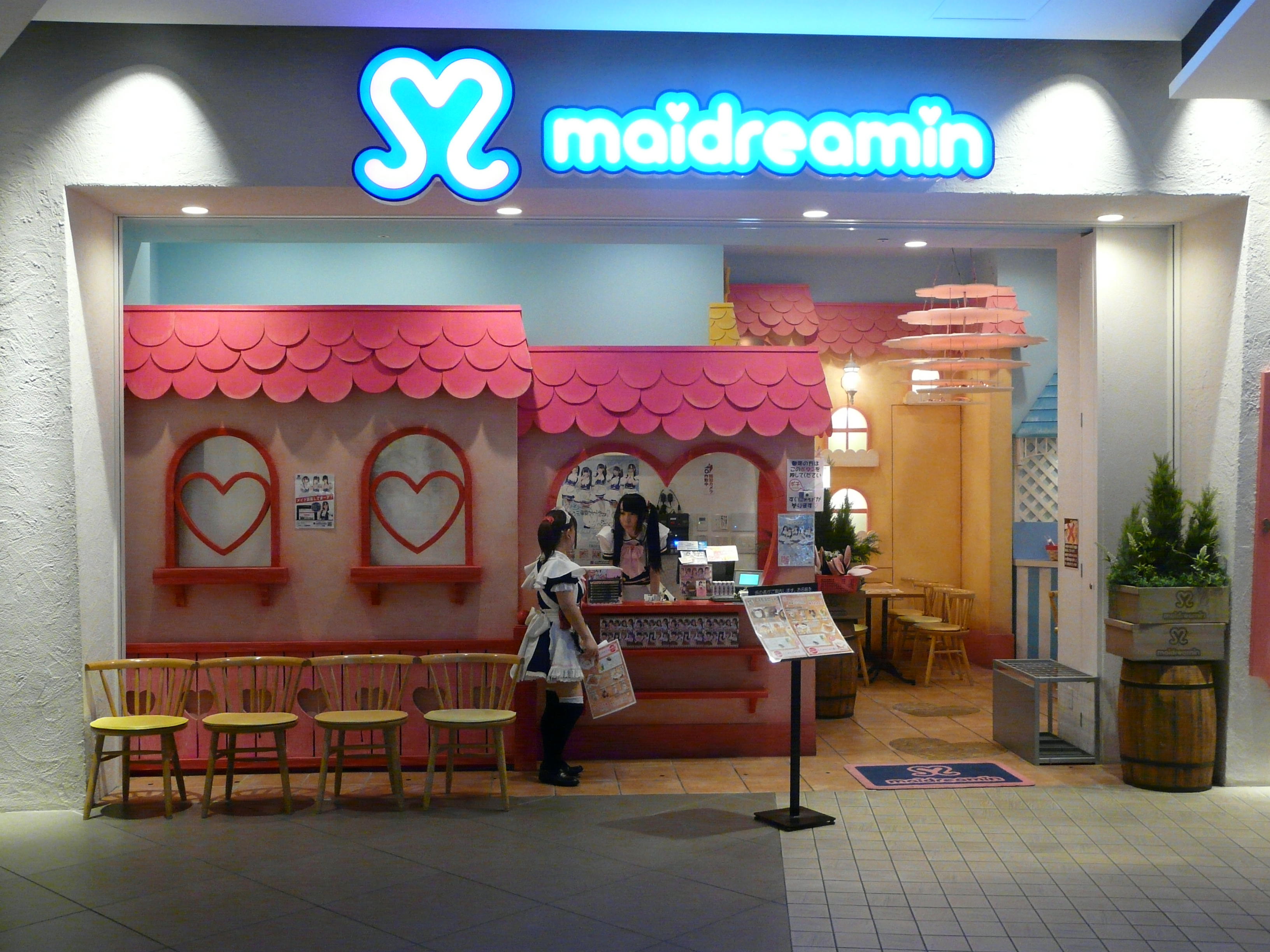
メイド喫茶

2005年（平成17年）頃のサブカルブームでは、メイドの衣装を着たウェイトレスが接客するメイド喫茶が話題となった。ただ、メイド喫茶では、衣装や世界観から、どちらかというとコーヒーより紅茶を主とする店が多いとされる。このほか、ブックカフェやベーカリーカフェ、猫カフェ・ドッグカフェなども生まれている。
また、2000年代後半から2010年代には、日本国内では古臭いと思われていた昔ながらの喫茶店が、日本のコーヒー文化として日本国外から評価された。自家焙煎で1杯ずつ時間をかけて淹れるというアメリカで流行したサードウェーブコーヒーの特徴が、日本では喫茶店文化としてすでに根付いていることが注目されたのである。日本国外で評価されたことで、日本国内でも再評価されている。
総務省統計局の調査によると、日本におけるコーヒーに対する支出金額は、2000年（平成12年）からの6年間でコーヒーが2割、コーヒー飲料が3割増加したとされており、日本はコーヒー豆の輸入で世界3位となっている。国内には、昔ながらの喫茶店やスペシャルティコーヒーを扱うカフェなどさまざまなコーヒー店があり、多種多様な缶コーヒーは街中のいたるところに設置されている自動販売機で買うことができる。多くのコンビニエンスストアでは、ドリップあるいはエスプレッソマシンで抽出したコンビニコーヒーが、100円程度で販売されている。また、家庭や職場で気軽に楽しむ場合にも多様なインスタントコーヒーやレギュラーコーヒーから選べるし、自分で淹れたり焙煎するための器具やコーヒー豆を手に入れるのも容易である。大田蜀山人が「焦げくさくして味ふるに堪ず」と評したコーヒーは、現代日本社会に完全に定着している。

## 喫茶文化

### 喫茶店

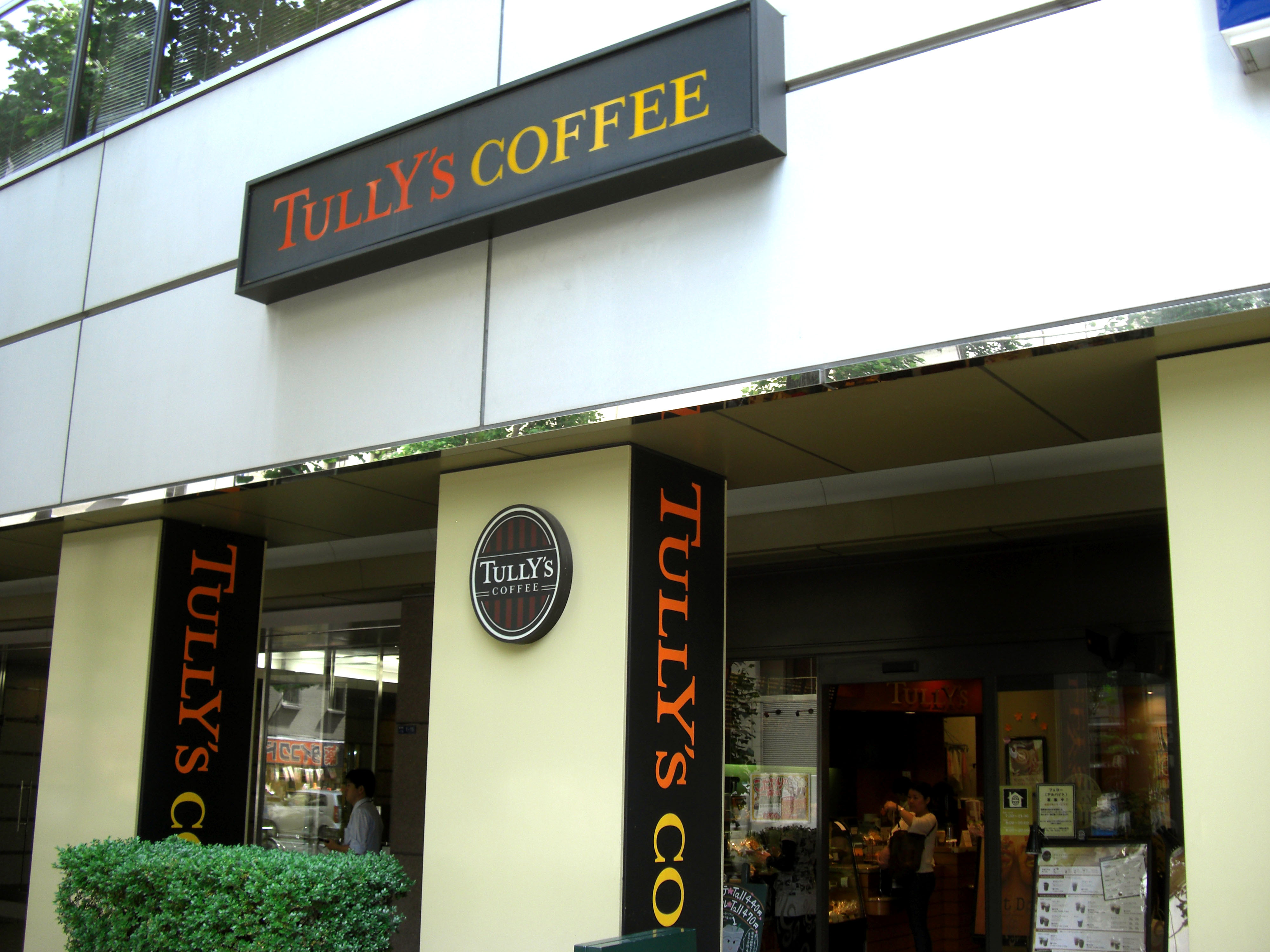
タリーズコーヒー堺筋本町店（大阪市中央区）

小規模なコーヒーチェーンは、それぞれの特色を打ち出す生存戦略を駆使している。たとえば、銀座ルノアールは、店内で客向けに、充電用の電源とWi-Fiを提供していることで知られている。またタバコをに対する方針もその戦略の一部である。顧客のなかにはコーヒーと喫煙を同時に楽しみたい人もいれば、分煙を好む人もいる。小規模な喫茶店のなかには喫煙者に合わせたサービスを提供するものもある一方、スターバックスのような大規模チェーンは、企業方針として喫煙席を置いていない。マクドナルドやスターバックスといった、北米発祥の大手チェーンは、店頭販売やコーヒー・スタンドといった形態を通じて、日本での事業展開を進めてきた。
事業規模の大小に関わらず、日本のコーヒーチェーンは西洋の影響を強く受けている。比較的小規模なチェーンであるボスとルーツは、アメリカ人俳優のトミー・リー・ジョーンズ（ボス）やブラッド・ピット（ルーツ）をイメージキャラクターとして迎えている。スターバックスなどの海外の大手チェーン、活況に湧く日本のコーヒー業界に乗じて上陸した。スターバックスの第一号店は、1996年に銀座で開業。2005年、同社はサントリーと提携し、缶コーヒーを発売。2021年12月現在、スターバックスの国内店舗は1700店を超えている。これに対し、マクドナルドのマックカフェは、カフェとしては個別の店舗を持たず、マクドナルドのコーヒーを販売するスタンドだけを置いている。2007年に新規事業として正式に始動したこのスタンド式店舗は、コーヒーと持ち帰り用のお菓子を主に販売している。ワシントン州シアトル発祥のタリーズコーヒーは、3番目に日本に進出した国外コーヒーチェーンである。第一号店は1997年にオープン、2014年には513店舗まで拡大している。
現在、コンビニエンスストアもコーヒー産業へと参入している。例えば、大手コンビニエンスストア・チェーンのセブン-イレブンは、コーヒーの年間販売数が11億杯を突破している。なお、外部食研究家の梅澤聡によれば、セブン-イレブンのシェアは既存のコーヒーチェーンとは競合していない。

### モーニングサービス

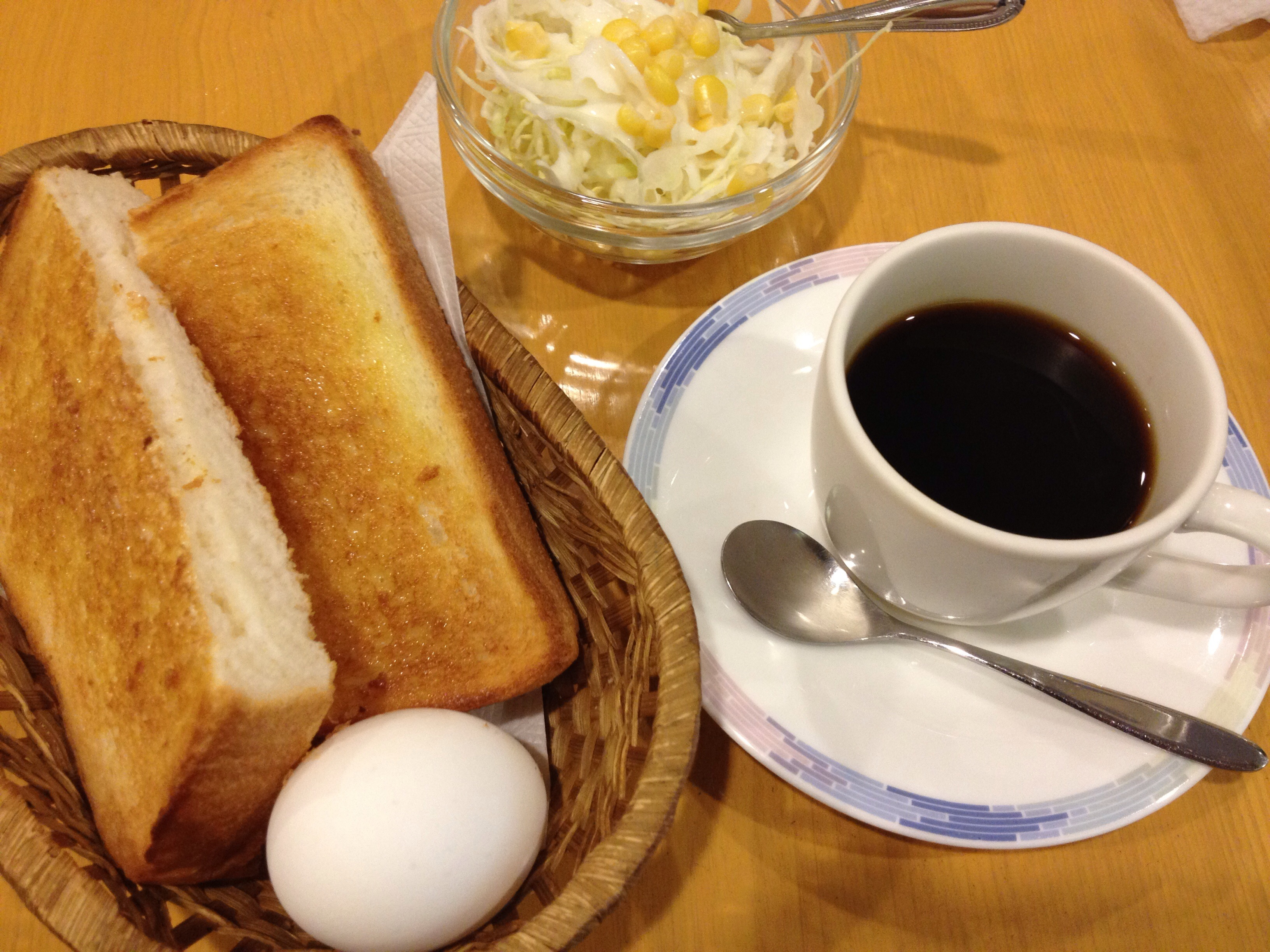
モーニングサービス

日本独自の喫茶店文化の一つにモーニングサービスがある。これは、朝食用のセットメニューで、コーヒー（あるいは他のドリンク）にトーストとゆで卵をつけて提供するのが基本である。さらに、サラダやヨーグルト、バナナがつくところもある。
1955年（昭和30年）頃に生まれたサービスとされ、発祥地は広島県広島市の「喫茶ブラジル」（現「ルーエぶらじる」）、愛知県豊橋市にあった「仔馬」、あるいは同県一宮市などの説があるが、カフェに関する著作も多い経済ジャーナリストの高井尚之は、1956年（昭和31年）に撮影された「喫茶ブラジル」の写真に「モーニング」とあるのが最も古い資料であろうとしている。「ルーエぶらじる」店主の末広克久によれば、「先代である父がトーストにSSサイズの卵を使った目玉焼きを載せて、コーヒーと一緒に提供した」のが始まりであるという。コーヒー1杯50円であったところ、セットで60円で提供した。これが画期的なサービスとして『週刊朝日』に紹介されたことで全国に広まったとされる。
一方、豊橋市では、1957年（昭和32年）頃、豊橋駅前にあった「仔馬」という喫茶店で、従業員の賄い用のパンをサービスで客に提供したのが始まりで、これを同市の「松葉」が模倣し、高度経済成長期には市内の喫茶店ではモーニングサービスが常識となり、やがて東三河全体に広まっていったとしている。また、一宮市では、毛織物や繊維業が盛んだった昭和30年代に、事務所では織機の音がうるさいため喫茶店で頻繁に商談を行っていたところ、ある店主が常連客への朝のサービスとして「コーヒーに、ゆで卵とピーナッツをつけたのが始まり」と言われている。豊橋市では周辺自治体も含めた関係者による「東三河モーニング街道研究会」が、一宮市では関係者のほか商工会議所や市役所、高校などによって「一宮モーニング協議会」が結成されており、それぞれ普及、開発研究活動を行っている。
全国的にはモーニングサービスはコーヒー代にいくらかプラスされたセット価格となる店がほとんどであるが、愛知県や岐阜県ではコーヒーと同料金でサービスとして提供されるのが基本である。中京圏では喫茶店のサービス競争が激しく、店によっては、朝だけでなく終日実施している店や、うどんがついてくる店、オプションでおにぎりや茶碗蒸しが頼める店やパンと卵が食べ放題の店まである。一人あたり500円弱で朝食がとれ食事の準備や後片付けも不要であることから、愛知県や岐阜県では週末には家族そろってモーニングサービスを食べに行くという文化も定着している。
なお、このほかにも名古屋では特有の喫茶店文化が発展している。「名古屋めし」として知られる小倉トーストや鉄板ナポリタンといった独特の喫茶店メニューがあり、コーヒーは味噌文化の影響か深煎りを好む傾向にあるとされる。また、名古屋では、東京でスターバックスコーヒーやドトールコーヒーショップのようなセルフサービスのカフェが主流になって以降も、フルサービスの喫茶店への根強い支持がある。総務省統計局が都道府県庁所在地と政令指定都市を対象として実施している「家計調査」では、世帯あたりの喫茶にかける支出は名古屋市と岐阜市が他を引き離しており、2010年（平成22年）から2012年（平成24年）の平均で、全国平均5093円に対して、名古屋市は12367円、岐阜市は11874円となっている。

### 漫画喫茶とインターネットカフェ

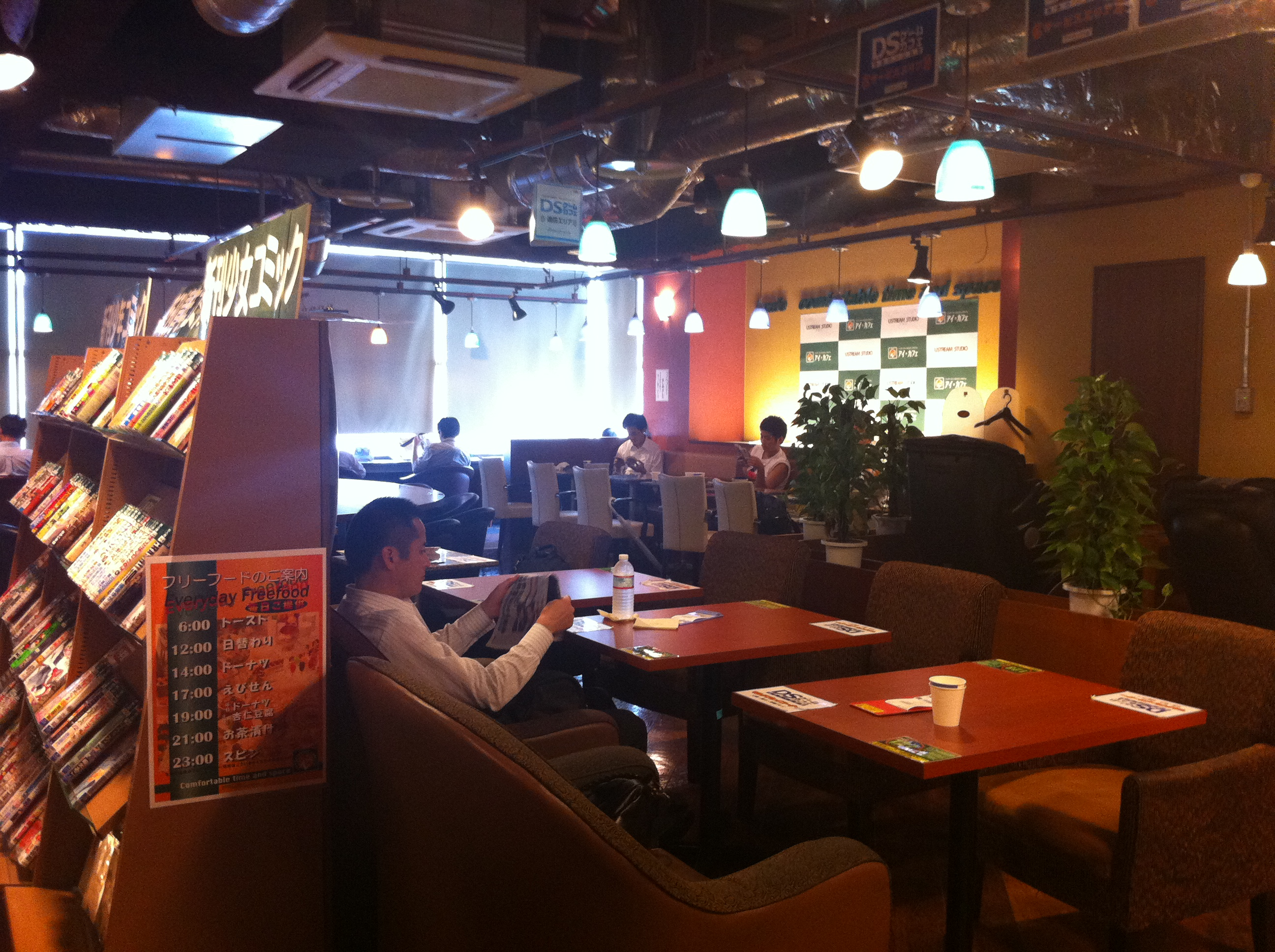
漫画喫茶

漫画喫茶は、時間制の料金で店内のマンガを自由に読める形態の喫茶店である。漫画喫茶ではマンガを読むことが主目的であるので、コーヒーは二の次である。近畿圏の喫茶店ではもともとサービスとして大量のマンガを置いている店が多かったが、漫画喫茶という形態は名古屋が発祥とされる。喫茶店の数が多く競争の激しい中京圏において、1970年代に他店との差別化のためのサービスの一つとして始まったものが広まったと言われている。1990年代になると首都圏でも急増した。
1万冊から2万5000冊程度のマンガを揃えた店が多く、新聞や様々なジャンルの雑誌を取り揃えた店もある。時間制であるのは客の滞在時間が通常の喫茶店より長いためであり、平均滞在時間は1時間半から2時間ほど、客単価は1000円弱程度である。シリーズものを読み始めると全巻読みたくなるためリピート率は高いとされる。24時間営業の店では1000円強で深夜時間帯から朝まで利用できる割引料金を設定している店もあり、ホテル代わりに利用されることも多い。利用客は男性中心であったが、1990年代後半からは一部の店舗で女性割引を設定したことなどから女性客も増え、女性客の割合が20–30 %にのぼる店舗もあったという。

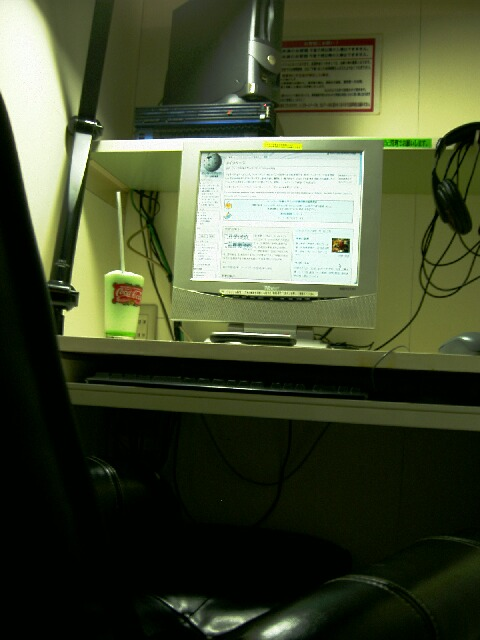
インターネットカフェの個室内

インターネットカフェは、1994年（平成6年）にイギリス・ロンドンの「サイベリア」が始めたのが元祖とされ、日本では横浜の「スタア食堂」が1995年（平成7年）5月に始めたとされる。当時のインターネットカフェは、サンドイッチなどの軽食やコーヒーをとりながら店内のパソコンでインターネットを利用できるというものであった。料金にワンドリンクが含まれるものやセルフサービスで飲み放題の店などがあり、インストラクターのアドバイスや個人レッスンを受けることができるタイプもあった。
その後、インターネットカフェは日本で独自に進化し、新しいタイプの漫画喫茶と言われるようになった。暗いフロアが小さな部屋に区切られた日本特有の個室タイプとなり、他人に邪魔されない空間となっている。24時間営業のインターネットカフェには、店内で食事がとれたりシャワーを利用できたりする店もあり、最終電車を逃した者やその他の理由で家に帰れないあるいは帰りたくない者にも利用されている。
2006年（平成18年）から2007年（平成19年）にかけて、漫画喫茶やインターネットカフェで寝泊まりする貧困状態の若者がマスメディアで取り上げられた。彼らは「格差社会」における新たな貧困層・新たなホームレスであるとされ、「ネットカフェ難民」と呼ばれて社会問題化した。2007年（平成19年）、厚生労働省は「住居喪失不安定就労者等の実態に関する調査」を行い、漫画喫茶やインターネットカフェのオールナイトを週の半分以上利用する常連者は、全国で21,400人いると推計している。

### インスタントコーヒー
日本のコーヒー消費量の約3分の2をインスタントコーヒーが占めるが、これは他国では見られない特徴である。
インスタントコーヒーは、日本人の加藤サトリ（サルトリ）が1899年（明治32年）頃に発明したとされ、1901年（明治34年）にアメリカ・ニューヨーク州で開催されたパンアメリカ博覧会に「ソリュブル・コーヒー」として出品された。加藤の製法は真空乾燥法で、1903年（明治36年）に特許を取得したとも特許を取らなかったとも言われるが、1906年（明治39年）にはジョージ・ワシントンという人物が特許を取得しており、1910年（明治40年）に「G.Washington's Red E.Coffee（のちにG.Washington's Instant Coffee）」として発売したことから、彼が発明したとされることもある。加藤の発明とワシントンの発明が、特許権の上でどのような関係にあったのかは不明である。また、加藤はシカゴで加藤商会（Kato Coffee Co.）を設立したとされているものの、加藤商会のその後も不明である。ワシントンのインスタントコーヒーは、大正中期に日本にも輸入されているが、ほとんど流通しなかった。世界的には、インスタントコーヒーは、1930年代にネスレなどが製造販売を始めたことで、広く知られるようになった。特に、第二次世界大戦中にアメリカ軍に採用されたことから大きく発展した。日本でも、1942年（昭和17年）頃に、海軍からの要請で日本珈琲がインスタントコーヒーを製造して納入した。この時の製法は、スプレードライ法であった。
太平洋戦争後初めてインスタントコーヒーが輸入されたのは1956年（昭和31年）である。この時すでに日本国内でもインスタントコーヒーが細々と生産されていたが、質も量も輸入品に圧倒された。日本で本格的なインスタントコーヒーの製造が始まるのは、コーヒー豆の輸入が自由化された1960年（昭和35年）に森永製菓が製造を始めてからである。輸入が自由化されるとともに国内生産が軌道に乗った1961年（昭和36年）から、インスタントコーヒーの消費が伸び始める。1959年（昭和34年）に日本国内に供給されたのは輸入品のみで生豆換算で138トンであったが、1961年（昭和36年）には輸入品4545トン・国産品3300トンとなり、翌1962年（昭和37年）には合計で10000トンを超えた。その後も順調に供給量を伸ばし、1966年（昭和41年）からは、レギュラーコーヒーの供給量を上回るようになった。
インスタントコーヒーは、日本の家庭にコーヒー文化を浸透させた。それまでコーヒーを飲用しなかった家庭にも、身近な飲み物として浸透していった。1976年（昭和51年）にCDI社と商品科学研究所が行った調査では、都市およびその周辺部の家庭でインスタントコーヒーを常備していると答えた家庭は90 にのぼり、80 %がよく使うと答えている。インスタントコーヒーの出現は、それまで喫茶店や、レストランやホテルでの食事の後に飲むものであったコーヒーを、日常の飲み物に変えたのである。
とはいえ、インスタントコーヒーでは喫茶店等のレギュラーコーヒーにはやはり及ばないことから、家庭でもレギュラーコーヒーを求める傾向も生まれている。ハワイ大学と桃山学院大学の教授が共同で執筆した、日本のコーヒー市場についての論文によれば、日本でインスタントコーヒーは一般的なものとして扱われている一方、挽き売り・焙煎コーヒー豆は贅沢品とされている。若者はインスタントコーヒーを好むが、経済的・社会的に成功した中流階級の大人は挽き売りコーヒーを好む。

### 缶コーヒー
日本の独特のコーヒー文化の一つに缶コーヒーの普及がある。1876年（明治9年）あるいは1900年（明治33年）に、アメリカで世界初の缶コーヒーの特許が取得されたとされるが、実際に初めて市販されたのは日本であるとされる。1958年（昭和33年）に外山食品が「ダイヤモンド缶入りコーヒー」を発売したとされるが、詳細は不明である。その後、1959年（昭和34年）に明治製菓が、1965年（昭和40年）には島根県の「ヨシタケコーヒー」の三浦義武も缶コーヒーを考案して発売したが、普及には至らなかった。
缶コーヒーが普及するのは、1969年（昭和44年）に「UCCミルクコーヒー」が発売されてからである。ある時、UCC創業者の上島忠雄が駅で瓶入りのコーヒー牛乳を購入したところ、乗車する列車の発車時刻が迫り、やむを得ず飲みきれなかったコーヒー牛乳を残して乗車することになったことが、缶コーヒー開発のきっかけとなった。瓶入りのコーヒー牛乳は飲み終わった空き瓶を販売店に返す必要があったためで、上島は「いつでもどこでも手軽に飲めるコーヒー」として開発した。「UCCミルクコーヒー」も発売当初の売れ行きは良くなかったが、大阪万国博覧会で多くの人に受け入れられ、広がっていった。
さらに、1973年（昭和48年）にポッカによって開発された冷暖両様の自動販売機は、コーヒーだけでなく飲料製品全体の流通に革命をもたらした。街中で気軽に飲めるようになったコーヒーの市場は大きく拡大し、清涼飲料水に占めるシェアも大きく伸ばした。缶コーヒーの主な顧客は30代から40代の男性とされ、安定した需要がある。
日本の缶コーヒーでは、糖分とミルクを加えた甘いコーヒー飲料が人気であったが、次第に本格的なコーヒーが求められるようになり、コーヒー豆や焙煎、挽き方、抽出方法などにこだわった製品も増えた。UCCから「ブラック缶コーヒー」が発売されたのは、「UCCミルクコーヒー」から約20年後であった。1978年（昭和53年）には「コーヒー飲料等に関する公正競争規約」が制定され、製品100グラムに対して生豆換算で5.0グラム以上のコーヒーが含まれるものが「コーヒー」、5.0グラム未満2.5グラム以上が「コーヒー飲料」、2.5グラム未満1.0グラム以上のものが「コーヒー入り清涼飲料」と定義されたほか、原材料・内容量・製造年月日・販売者名などを明示することが定められた。
缶コーヒーの登場で日本のコーヒー市場は大きく広がるとともに、日本におけるコーヒー飲用の代表的な形態となり、「自動販売機で缶コーヒー」は、日本のコーヒー文化の象徴となっている。日本国外では、自動販売機自体が普及していないため缶コーヒーはあまり流通していなかったが、1990年代以降は少しずつ販売されるようになっており、特に東南アジアで普及しつつある。

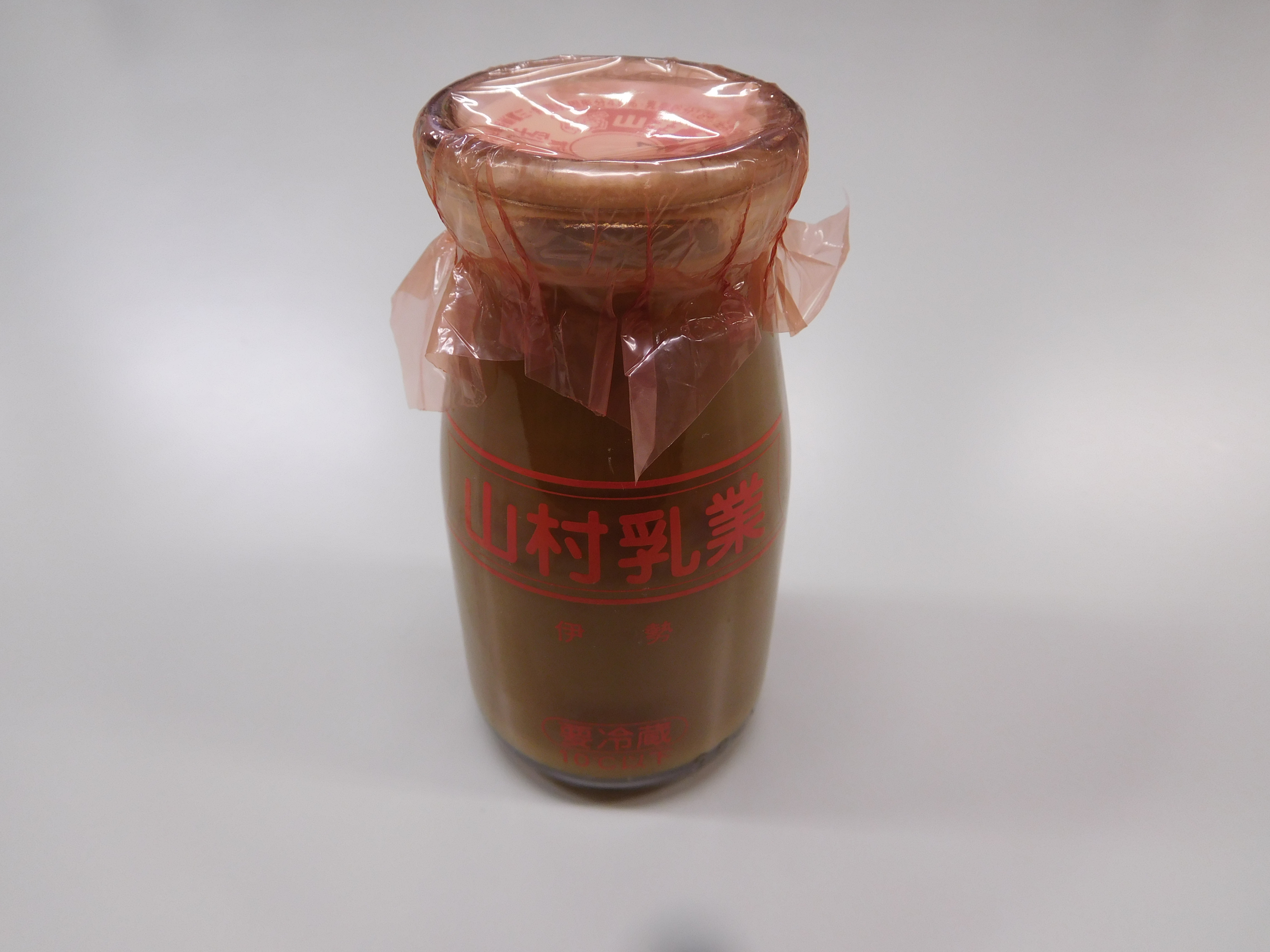
瓶入りのコーヒー牛乳

また、日本では缶コーヒー以外にも、紙パックやペットボトル、瓶入りのコーヒー飲料も販売されている。ポッカサッポロの「がぶ飲みミルクコーヒー」は中高生を中心に人気となっているほか、瓶入りのコーヒー牛乳は、銭湯の風呂上がりに腰に手を当てて飲むものの定番である。

### その他のコーヒー文化
アイスコーヒーは、世界的にはアルジェリアに駐留していたフランス軍が冷やしたコーヒーに甘みをつけて酒で割ったのが始まりだとされるものの、欧米ではコーヒーを冷やして飲む風習は一般的ではなかった。日本では早くも明治時代にはコーヒーを冷やして飲んでいたと言われており、氷屋のメニューに「氷コーヒー」と記載されていたという。戦後、コーヒーの需要が下がる夏場の喫茶店の定番メニューとなり、日本ではホットコーヒーと同様に一般的な飲み方となっている。日本以外ではあまり飲まれていない国も多かったが、グローバルなコーヒーチェーンの展開によって広まりつつある。
コーヒーゼリーは、コーヒーをゼラチンや寒天で固めた日本生まれのデザートである。1963年（昭和38年）にミカドコーヒー軽井沢店が「食べるコーヒー」として考案して売り出したのが発祥とされている。ミルクやガムシロップをかけて食べても美味である。

なお、日本ではコーヒーの日は10月1日である。これは、秋から冬にかけて需要が高まることに由来している。

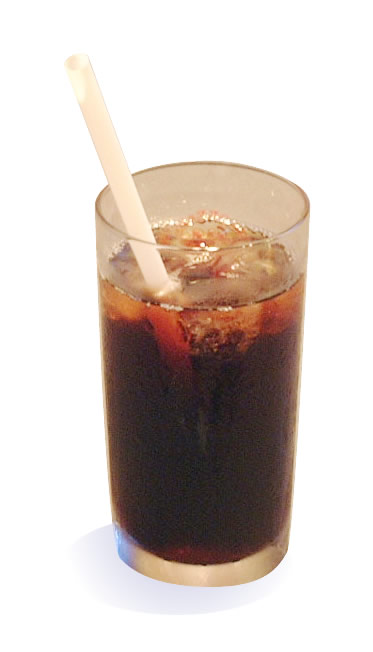
アイスコーヒー
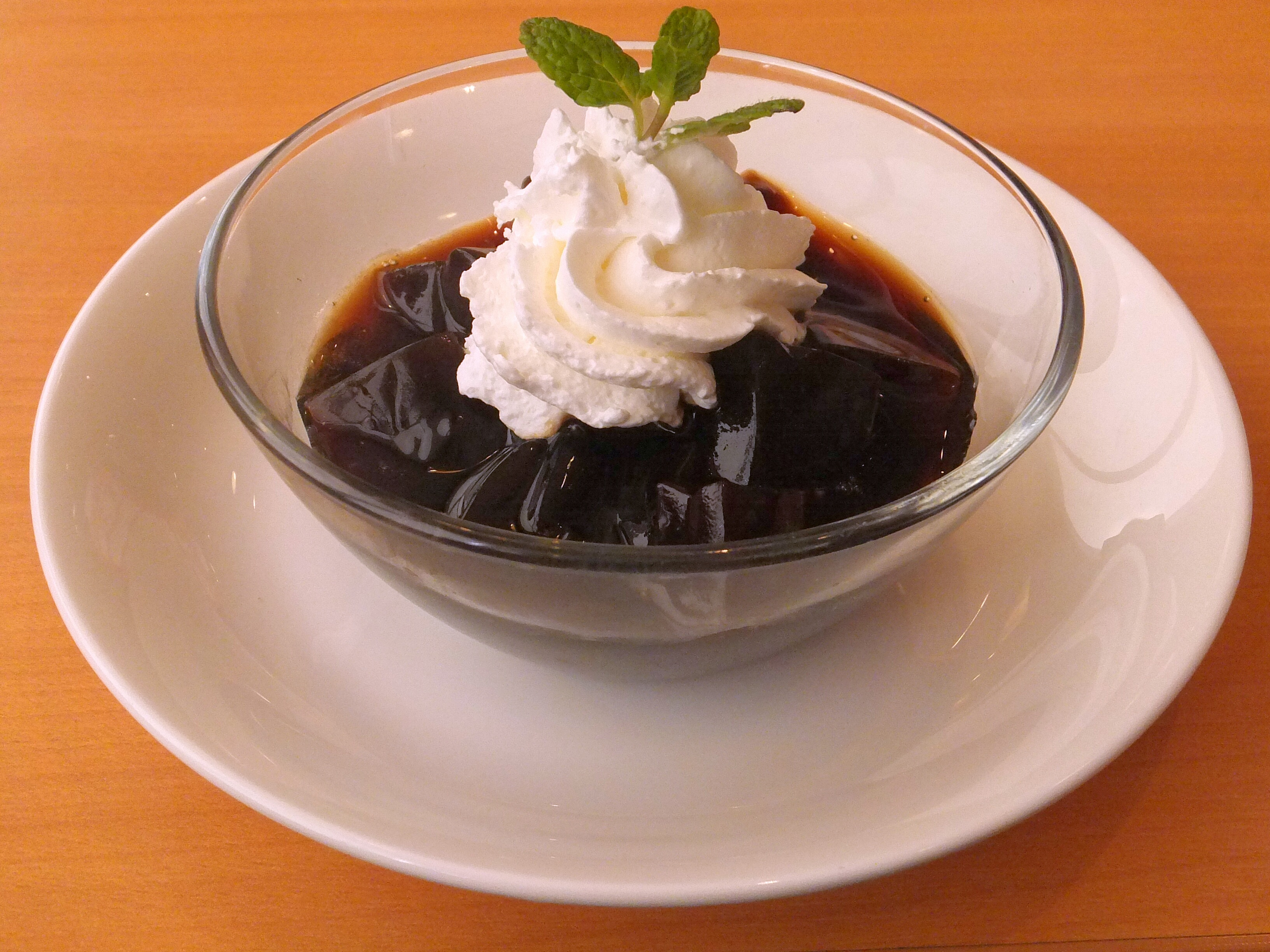
コーヒーゼリー

## 経済

### 生産

#### 亜熱帯地域における生産
日本は国土のほぼ全てがコーヒーベルトから外れており、気候的にもコーヒーノキの栽培に適した土地ではないが、それでもコーヒーベルトの端にあたる沖縄県や小笠原諸島、鹿児島県の徳之島などの亜熱帯地域ではコーヒー豆の生産が小規模ながら行われている。品種としては、アラビカ種とロブスタ種がともに栽培されている。ただ、いずれの地域でも市場に流通するほどの生産量には至っておらず、現地の土産物として販売されている程度である。
小笠原諸島では1878年（明治11年）からコーヒーノキの栽培が行われたほか、沖縄でも1887年（明治20年）頃に試作されたが、この時は失敗に終わっている。沖縄県では1980年（昭和55年）頃から本格的な栽培が試みられ始めた。小笠原諸島で栽培されている小笠原ボニンアイランドコーヒーは、中煎りでチョコレートやワインのような深い味わいが特徴である。沖縄県では2014年（平成26年）に「沖縄珈琲生産組合」が設立された他、2019年（平成31年）には沖縄SV・ネスレ日本らが中心となり沖縄での大規模なコーヒー生産を目標とする「沖縄コーヒープロジェクト」が立ち上がっている。沖縄県では甘みのあるコーヒーができるとされ、数十軒の農家がコーヒー栽培に取り組んでいる。

#### 戦前のサイパン島における生産
現在の状況とは対照的に、戦前に日本の委任統治下にあった南洋諸島では、南洋興発がサイパン島のタポチョ山一帯で大規模なコーヒー生産を行っており、太平洋戦争が激化する1943年（昭和18年）までは日本本土へコーヒーを輸出していた。サイパン島のコーヒー生産は、1944年（昭和19年）のサイパンの戦いで壊滅し、戦後しばらく忘れ去られていたが、かつてコーヒー生産が行われていたことを知った現地在住のアメリカ人夫妻が2001年に野生化したコーヒーノキの原木を発見、栽培を復活させて「マリアナス・コーヒー」(Marianas Coffee)のブランド名で販売している。

### 輸入
こうした状況のため、日本のコーヒーは、そのほぼ全てを輸入によって賄われている。生豆換算の輸入量は、太平洋戦争後に輸入が再開された1950年（昭和25年）の163トン以降急激な勢いで増加し、1972年（昭和47年）に10万トンを超えた。同年にはコーヒーの消費量が緑茶のそれを上回り、1985年（昭和60年）頃には缶コーヒーの消費量がコーラを上回った。全日本コーヒー協会と全国清涼飲料工業会の資料によれば、日本における2018年（平成30年）のコーヒー消費量は47万213トン、緑茶は8万5928トン、紅茶は1万6258トンとなっている。なお、日本国外ではカフェインの過剰摂取や胎児への影響からカフェインレスコーヒーが普及しているが、日本でも注目されるようになり少しずつ需要が増えている。
日本で焙煎・販売されるコーヒー豆は、ブラジルやベトナム、コロンビアといった温暖な国で製造されたものである。コーヒーの輸入元は多岐に渡り、すでに大正時代には10数か国から輸入し、昭和に入ると20数か国、1937年（昭和12年）には30か国以上から輸入していた。明治から1923年（大正12年）までは、最大の輸入相手国はアメリカであったが、輸入されたコーヒー豆の具体的な産地は不明である。地理的に近いフィリピン、ジャワや、移民などで関係の深かったハワイ、高級品として知られていたアラビアのモカなどであったと考えられている。

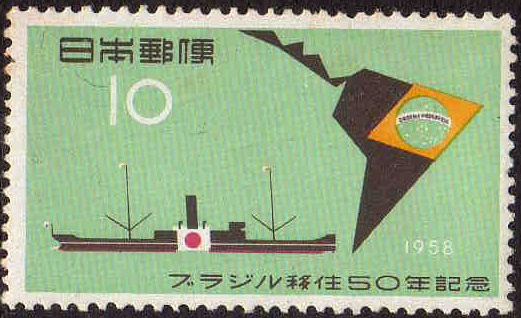
ブラジル移住50年記念切手

大正時代に入るとブラジルとジャワが大きくシェアを伸ばし、太平洋戦争前における輸入コーヒーの大部分をこの2国で占めるようになった。最初に日本市場に進出を図ったのはブラジルであった。1923年（大正12年）まで続いたサンパウロ州政府による水野龍の「カフェーパウリスタ」への無償提供に続いて、1929年（昭和4年）には同じくサンパウロ州政府が星隆造の「ニッポン・ブラジリアン・トレイディングカンパニー」と2年間の輸入契約を結んで翌年から星が喫茶「ブラジレイロ」を全国展開、1932年（昭和7年）にはブラジル政府が三井物産と輸入契約を結び、同年後半にはブラジル政府からの委嘱を受けたアッスムソン商会のアッスムソンが東京銀座にブラジル政府直営のブラジルコーヒー宣伝販売本部を設置してブラジル産コーヒー豆の販売と喫茶営業を行った。また、1908年（明治41年）から1924年（大正13年）の間、およそ3万5000人の日本人がブラジルへと移住し、コーヒー農園で働いた。彼ら日系ブラジル人もまた日本に帰国する際、コーヒーをも持って帰った。こうした宣伝などによって、日本人の間に「コーヒーといえばブラジル」という意識を根付かせることに成功した。
ジャワコーヒーが日本市場に大きく進出してきたのは、ブラジルが「パウリスタ」へのコーヒー豆の無償提供を終了して以降である。当時ブラジルは1918年（大正7年）に発生した霜害の影響から完全には回復していなかったこともあって契約期限を延長せず、1923年（大正12年）をもって「パウリスタ」への無償提供が終了した。この穴を埋めるようにジャワコーヒーが進出してきた。ジャワ（オランダ領東インド）は、日本から近く、当時ブラジルに次ぐコーヒーの産地であり、しかも歴史的にも交易関係の深い身近な国であった。早くも1924年（大正13年）には日本のコーヒー輸入額の48.3 %を占め、以後1935年（昭和10年）まで毎年4割から6割のシェアを占めた。
太平洋戦争後に輸入が再開されると、戦渦に巻き込まれて生産能力が大幅に低下していたインドネシアからのジャワコーヒーの輸入は激減した。インドネシアからの輸入が復活するのは、1970年代以降である。ブラジルからの輸入も、国別の輸入量ではトップであったものの、他国が大きく伸長したことでシェアは1952年（昭和27年）の38.7％をピークに30％前後で推移している。代わって、一時アデン（現イエメン）などの中近東諸国からの輸入が伸びたが、その後は、コロンビアやベネズエラ、コスタリカ、エルサルバドル、メキシコなどの中南米諸国や、エチオピア、ウガンダ、ソマリアなどのアフリカ諸国からの輸入が漸増していく。1960年代にウガンダがブラジルに次ぐ輸入元国になるなどアフリカ諸国からの輸入が増えたが、1970年代になると、日本の業界関係者を国賓並みの待遇で招待するなど国を挙げた宣伝活動で中南米諸国が盛り返した。
1990年代以降は、ベトナムからの輸入が急増する。これは、ベトナム産のコーヒーがロブスタ種中心であり、安価で、さび病に強く比較的安定した収量を見込めるためだとされる。1990年（平成2年）に1％だったシェアは、1995年（平成7年）に10％、2018年（平成30年）には24.5％に達し、ブラジルに次ぐ2位となっている。
2020年（令和2年）現在、日本は50か国からコーヒー豆を輸入している。全体の70.9％をブラジル・ベトナム・コロンビアの3か国で占めており、この3か国の比重が年々高まる傾向にある。

### 市場規模
歴史的に見れば、喫茶店・カフェ業界の市場規模が飛躍を遂げたのは、「バブル景気」という、不安定ながらも主に商業において大きな経済成長が起こった時期のことであった。2019年時点までの同業界の平均売上は4075994.85円、米ドル換算では374億7800万ドルに登る。また、日本のコーヒー消費の主流を担うインスタントコーヒーの売上高は3016157.88円、米ドル換算で277億3300万を計上している。2019年の時点で、インスタントコーヒーの単価は増加傾向にあったが、焙煎コーヒーの単価は比較的安定していた。大多数のコーヒーは、喫茶店やバー、レストランといった家庭外で消費されるが、コーヒーの消費量は家庭内消費と比例する傾向にある。コーヒー小売業界最大手は、スイスに本社を置くネスレ、家庭用・業務用コーヒーの最大手は、ルクセンブルクに本社を置くJABホールディングスである。2019年の時点で、日本のコーヒー市場は過去10年にわたり着実な成長を遂げていて、世界的に見ても日本のコーヒーの売上高は世界3位につけていた。

## 芸術との関係

### パンの会
明治時代後期に次々と開業したカフェーには、多くの文化人や芸術家が集い、ヨーロッパのようなカフェ文化が花開いた。
1908年（明治41年）、石川啄木や北原白秋、木下杢太郎、石井柏亭、山本鼎らが集まり、日本でパリのカフェの雰囲気を味わえる店を求めて、コーヒーを出す西洋料理店で会合を重ねた。会はギリシア神話の牧神から「パンの会」と名付けられ、耽美派の活動拠点になった。ただ、すぐに宴会になることもあったという。コーヒー好きだった白秋の短歌に、「やはらかな誰が喫みさしし珈琲ぞ紫の吐息ゆるくのぼれる」がある。
東京銀座の「カフェー・プランタン」は、この「パンの会」の活動に触発された松山省三が、芸術家の語り合うサロンを目指して開業した。当初は会員制で、黒田清輝や森鴎外、永井荷風、北原白秋らの文化人やインテリが集う場となった。また、東京京橋の「カフェーパウリスタ」には、芥川龍之介や久保田万太郎、平塚らいてうらの作家が集まり、文化の発信地となった。

### 扱った作品

#### 小説
- 『女給』
  - 1930年（昭和5年）に『婦人公論』に連載された広津和郎の小説[219]。カフェーで働く女給の恋愛を描く[219]。1931年（昭和6年）に映画化され、主題歌『女給の唄』が大ヒットした[219]。
- 『コーヒーと恋愛』
  - 1962年（昭和37年）に『読売新聞』に連載された獅子文六の長編小説[220]。人気女優と年下の夫に、コーヒー愛好家も加わって巻き起こすドタバタ劇を描く[220]。
- 『かもめ食堂』
  - フィンランドを舞台にした群ようこの小説。まじないをかけて淹れられたコーヒーが物語を紡ぐ[221]。2006年（平成18年）には小林聡美の主演で映画化された[221]。

#### 楽曲
- 「コーヒールンバ」
  - 世界的にヒットした曲で、日本では西田佐知子やザ・ピーナッツ、荻野目洋子、井上陽水、西城秀樹などがカバーやリメイクを行っている[222]。
- 「コーヒー一杯の幸福」
  - Belleのシングル[222]。学生時代の恋人と再会し、喫茶店に通った思い出を歌う[222]。
- 「コーヒー」
  - 奥田民生のシングル[189]。雨の日は家でコーヒーを飲んで一息入れることを勧めている[189]。